# Розподіл ресурсів
В економіці, розподіл ресурсів — це призначення наявних ресурсів для різних цілей. У контексті всієї економіки ресурси можна розподіляти різними засобами, наприклад ринками або плануванням.
В управлінні проєктами розподіл ресурсів або управління ресурсами — це планування робіт і ресурсів, необхідних для цієї діяльності, з урахуванням як наявності ресурсів, так і час проєкту.

## Економіка
В економіці сфера державних фінансів має справу з трьома широкими напрямами: мікроекономічною стабілізацією, розподілом доходів, багатства та розподілом ресурсів. Значна частина дослідження поділу ресурсів присвячена пошуку умов, за яких певні механізми розподілу ресурсів призводять до ефективних (Парето-ефективність) результатів, коли жодна зі сторін не може покращити становище іншої сторони, не погіршивши при цьому становище іншої сторони.

## Стратегічне планування
У стратегічному плануванні розподіл ресурсів — це план використання наявних ресурсів, наприклад, людських, особливо в найближчій перспективі, для досягнення цілей у майбутньому. Це процес розподілу обмежених ресурсів між різними проєктами або бізнес-одиницями.
Існує ряд підходів до розв'язання проблем розподілу ресурсів, наприклад, ресурси можуть бути розподілені за допомогою ручного підходу, алгоритмічного підходу (див. нижче) або комбінацією обох.
Можуть існувати механізми на випадок непередбачених обставин, такі як пріоритетність пунктів, виключених з плану, що показує, які пункти фінансувати, якщо з'явиться більше ресурсів, і пріоритетність деяких пунктів, включених до плану, що показує, якими пунктами слід пожертвувати, якщо загальний обсяг фінансування має бути скорочений.

## Алгоритми
Рішення про розподіл ресурсів може прийматися за допомогою комп'ютерних програм, що застосовуються до певного домену для автоматичного та динамічного розподілу ресурсів між заявниками.
Це особливо часто зустрічається в електронних пристроях, призначених для маршрутизації та зв'язку. Наприклад, розподіл каналів у бездротовому зв'язку може вирішуватися базовою приймально-передавальною станцією за допомогою відповідного алгоритму.
Один з класів ресурсів, в якому заявники роблять ставку на найкращий ресурс (ресурси) відповідно до їхнього балансу «грошей», як у бізнес-моделі онлайн-аукціону (див. також теорію аукціонів).
В одній статті, присвяченій витисканню багатозадачності процесора алгоритм аукціону порівнюється з пропорційним розподілом часток.